# Sadri Maksudi Arsal

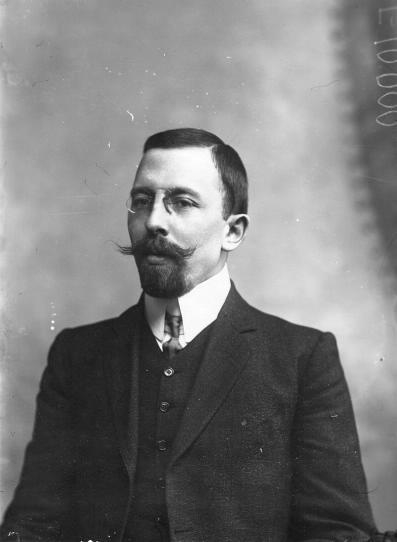
Sadri Maksudi Arsal (1907)

Sadri Maksudi Arsal (tatarisch Sadreddin Nizamettin ulı Maksudi; * 1879 bei Kasan, Russland; † 20. Februar 1957 in Istanbul) war ein tatarischer Staatsmann, Rechtswissenschaftler, Denker und Wissenschaftler. Er war Mitglied der russischen Duma wie auch der Großen Nationalversammlung der Türkei. Der berühmte russische Autor Lew Nikolajewitsch Tolstoi nannte Arsal Ein schlaues tatarisches Kind. Als enger Freund von Atatürk war Arsal an der Formung und Gestaltung des Turkismus maßgeblich beteiligt.

## Im russischen Zarenreich
Arsal kam als Sohn eines Hodschas einer Madrasa im Dorf Taşşu bei Kasan auf die Welt. Sein großer Bruder (Ahmet-)Hadi Maksudi war ein bekannter Anhänger des Dschadidismus. Nach einer traditionellen Schul- und Madrasaausbildung, bei der er in Bachtschyssaraj İsmail Gasprinski kennenlernte, besuchte er eine russische Schule, um Lehrer zu werden. Wegen dieser Entscheidung wurde er aus der türkischen Gemeinschaft ausgeschlossen. Nachdem Arsal 1901 die Schule abgeschlossen hatte, wollte er seine Ausbildung in Istanbul fortsetzen. Doch İsmail Gasprinski überredete ihn, nach Paris zu gehen, um dort eine bessere und modernere Ausbildung zu bekommen. So schrieb Arsal sich für Rechtswissenschaften an der Sorbonne ein und kehrte 1906 nach seinem Abschluss nach Kasan zurück.
Im selben Jahr wurde Arsal als Abgeordneter der Partei Konstitutionelle Demokraten in die II. und III. Duma gewählt. Er wurde durch seine hitzigen Reden bekannt und reiste als Delegierter der Duma nach Großbritannien. Einen Bericht über diese Reise veröffentlichte er unter dem Titel Angliya'ya Seyahat (dt.: Reise nach England) 1912 in Kasan. In den Wirren nach der Oktoberrevolution Ende 1917 erklärte sich Baschkortostan, die Heimat Arsals, unter Zeki Velidi Togan für autonom. Arsal beteiligte sich an der Ausformulierung der Verfassung dieses neuen Staates und wurde zum Parlamentspräsidenten des Millät Mäcles (dt.: Volksparlament) gewählt. Der Autonomie sollte bald die Staatsgründung folgen, doch die neuen Machthaber in Russland ließen dies nicht zu. Arsal musste daraufhin 1917 Russland verlassen und ging zuerst nach Finnland, wo er ein Jahr blieb. 1919 beteiligte sich Arsal an den Friedensgesprächen zu den Verträgen von Sèvres in Paris und trat vergebens für einen unabhängigen Staat Baschkortostan ein. Danach lebte er eine Weile in Berlin und ließ sich im August 1923 mit seiner Familie in Paris nieder, wo er an der Sorbonne unterrichtete.

## In der Republik Türkei
Während seiner Zeit an der Sorbonne arbeitet er über die Geschichte der Türken. Als er 1924 eine Serie von Vorträgen in der neuen türkischen Republik hielt, änderte sich sein Leben grundlegend. 1925 erhielt er vom Vorsitzenden der Türk Ocakları (dt.: Türkische Vereine) Hamdullah Suphi einen Brief mit der persönlichen Einladung von Atatürk in die Türkei. Arsal hatte großen Anteil an der Gründung des Türk Dil Kurumu (dt.: Institut für die türkische Sprache). Inspiriert durch Arsals Buch Türk Dili İçin (dt.: Für die türkische Sprache) ließ Atatürk das Türk Dil Kurumu gründen.
In der Türkei änderte er seinen Namen von Sadrettin Nizamettinoviç Maksudov in Sadri Maksudi und nahm den Nachnamen Arsal an. Als Professor veröffentlichte er viele Werke in verschiedenen Disziplinen wie Jura, Geschichte, Philosophie, Linguistik und Soziologie.
Arsal war als Abgeordneter der Provinzen Şebinkarahisar (heute Teil der Provinz Giresun), Giresun und Ankara dreimal Mitglied der Großen Nationalversammlung der Türkei.

## Als Jurist
Als Absolvent der juristischen Fakultät von Paris gründete Arsal 1925 die juristische Fakultät von Ankara. Nachdem er jahrelang in Ankara lehrte, wechselte er nach Istanbul. Mit seinen Büchern Hukukun Umumi Esasları (1937), Hukuk Tarihi Dersleri (1938), Umumi Hukuk Tarihi (1941), Hukuk Felsefesi Tarihi (1946) und Türk Tarihi ve Hukuk (1947) entwickelte er die Grundlage für die juristische Ausbildung weiter. Doch sein größtes Verdienst für das türkische Rechtssystem war die Gründung der Fachrichtung Türk Hukuku Tarihi (Geschichte des türkischen Rechts).

## Familie
Arsal war mit Kamile Hanım verheiratet. Sie stammte aus der Familie Rameev, die in Orenburg eine Goldmine betrieb. Arsal hatte zwei Töchter namens Adile und Naile. Arsal starb 1957 in Istanbul und wurde auf dem Friedhof Zincirlikuyu beigesetzt. Seine Tochter Adile Ayda beendete 1932 ihre akademische Laufbahn und wurde die erste Diplomatin des türkischen Außenministeriums und Turkologin.

## Schriften
- 1898: Maişet, Kasan
- 1912: Angliya'ya Seyahat, Kasan
- 1927: Hukuk Tarihi Dersleri, Ankara: Ankara Hukuk Fakültesi Yayınları
- 1928: Türk Hukuk Tarihi, Ankara: Ankara Hukuk Fakültesi Yayınları
- 1930: Türk Dili İçin, Ankara: Türk Ocakları Yayınları
- 1933: İskitler-Sakalar, Ankara: Türk Tarihinin Anahatları Serisi, No. 5.
- 1934: Orta Asya Türk Devletler, Ankara: Türk Tarihinin Anahatları Serisi, II, No. 19.
- 1937: Hukukun Umumi Esasları, Ankara: Ankara Hukuk Fakültesi Yayınları
- 1941: Umumi Hukuk Tarihi, Ankara: Ankara Hukuk Fakültesi Yayınları
- 1946: Hukuk Felsefesi, İstanbul: İstanbul Hukuk Fakültesi Talebe Cemiyet Yayınları
- 1947: Türk Tarihi Ve Hukuk, İstanbul: İstanbul Hukuk Fakültesi Yayınları
- 1955: Milliyet Duygusunun Sosyolojik Esasları, İstanbul
- 1940: Teokratik Devlet ve Laik Devlet, İstanbul – İstanbul Üniversitesi Yayınları
- 1940: İngliz Amme Hukukunun İnkişafı Safhaları, İstanbul – İstanbul Hukuk Fakültesi Yayınları
- 1945: Farabi’nin Hukuk Felsefesi, İstanbul – İstanbul Hukuk Fakültesi Yayınları
- 1947: Kutadgu-Bilig, İstanbul – İstanbul Hukuk Fakültesi Yayınları